# Pantón
Pantón település Spanyolországban, Lugo tartományban. Pantón Monforte de Lemos, Sober, Nogueira de Ramuín, A Peroxa, Carballedo, Chantada és O Saviñao községekkel határos. Lakosainak száma 2340 fő (2024).

## Népesség
A település népessége az elmúlt években az alábbi módon változott:
| Lakosok száma | 3469 | 3209 | 3073 | 2978 | 2860 | 2708 | 2565 | 2542 | 2435 | 2340 |
|               | 2001 | 2004 | 2007 | 2009 | 2012 | 2014 | 2017 | 2019 | 2022 | 2024 |

## Turizmus, látnivalók
A közelben található természeti szépség a Sil-kanyon.